# Bathornithidae
De Bathornithidae zijn een familie van uitgestorven vogels uit het Eoceen tot het Vroeg-Mioceen van Noord-Amerika. Ze behoren tot de Cariamiformes en zijn verwant aan de nog steeds bestaande seriema's en de eveneens uitgestorven Phorusrhacidae. Ze hadden waarschijnlijk vergelijkbare gewoonten: het waren landbewonende roofdieren met lange, slanke maar krachtige poten om te rennen, waarvan sommige enorme afmetingen bereikten. 
De kop was groot met een lange, scherpe bek. Binnen het naamgevende geslacht Bathornis varieerden de soorten in grootte van 60 centimeter (Bathornis fax) tot twee meter (Bathornis geographicus) hoog. Dit geslacht bewoonde graslanden en draslanden. Bathornis fricki uit het Vroeg-Mioceen (20 miljoen jaar geleden) is de laatst bekende soort.
Er is gesuggereerd dat de meeste, zo niet alle, Noord-Amerikaanse cariamiforme fossielen uit het Paleogeen deel uitmaken van deze groep. Storrs Olson verwees ook de Europese Elaphrocnemus naar deze clade, maar dat is sindsdien verworpen. Omgekeerd hebben sommige analyses ze teruggebracht tot een polyfyletische groep, waarbij Bathornis en verwanten zustertaxa zijn van de phorusrhaciden, terwijl Paracrax dichter bij de moderne seriema's staat, hoewel deze beoordeling zwaar wordt bediscussieerd.
De meest recente consensus is dat Bathornithidae uitsluitend wordt toegeschreven aan Bathornis, als een clade van Cariamiformes buiten een clade met seriema's en phorusrhaciden, evenals een mogelijk Europees exemplaar. Paracrax en Eutreptornis worden gezien als vreemde taxa waarvan de verwantschap met de cariamiformen niet volledig is opgehelderd.

## Biologie
Hoewel sommige vormen, zoals Paracrax wetmorei, in staat waren om te vliegen, waren de meeste taxa vleugelloos, voorbeelden van loopvogels in door zoogdieren gedomineerde omgevingen. Paracrax gigantea, Paracrax antiqua en de grotere Bathornis-soorten in het bijzonder zouden macropredatorische niches kunnen hebben ingenomen die verwant zijn aan die van de phorusrhaciden, waarbij de eerstgenoemde en laatstgenoemde soorten een hoogte van meer dan 2 meter bereikten.
Bathornis lijkt een voorkeur te hebben gehad voor waterrijke omgevingen. Het was een zeer divers geslacht, met een grote verscheidenheid aan soorten van verschillende grootte, van het Eoceen tot het Mioceen.